# Cheikh Tidiane Sy
Pour les articles homonymes, voir Sy.
Cet article concerne l'homme politique sénégalais. Pour le khalife tijani, voir Cheikh Ahmed Tidiane Sy.
Cheikh Tidiane Sy, né à Saint-Louis le 11 janvier 1938, est un haut fonctionnaire et homme politique sénégalais.
Ministre sous la présidence de Abdoulaye Wade, il occupe le portefeuille de la Justice de 2005 à 2008, celui de l'Intérieur de 2008 à octobre 2009, puis à nouveau celui de la Justice de 2010 à 2012.

## Biographie
Après des études menées à Saint-Louis (école Nord, lycée Faidherbe), Cheikh Tidiane Sy est nommé instituteur à Popenguine, (Sénégal) où il exerce de 1957 à 1959. De juillet 1959 à août 1961, il est nommé responsable du Bureau central de l’administration rurale, au ministère de la Planification et du développement, au Sénégal.
De septembre 1961 à décembre 1965, il reprend ses études en France, au Collège coopératif, rue Las Cases, à Paris; à l’École des hautes études en sciences sociales et à la Faculté des Lettres et Sciences humaines, à la Sorbonne. Il obtient le diplôme du Collège coopératif de Paris ; le diplôme de l’École des hautes études en sciences sociales ; une licence ès lettres (anglais) et un doctorat de troisième cycle à l'École pratique des hautes études (Paris), avec une thèse portant sur Traditionalisme mouride et modernisation rurale au Sénégal : contribution à l'étude des rapports entre socialisme et islam en pays sous-développés. 
De décembre 1965 à juin 1966, Cheikh Tidiane Sy est professeur de sociologie du développement et directeur des études à l’École nationale d’économie appliquée (ENEA), à Dakar au Sénégal. De juillet 1966 à juillet 1968, il est associé de recherches au Centre d’études africaines de l’Université de Californie à Los Angeles (UCLA). De juillet 1968 à juin 1970, il est nommé par le gouvernement sénégalais conseiller culturel à l'ambassade du Sénégal en Grande-Bretagne. De juillet 1970 à mars 1972 il est secrétaire général de l’association des universités africaines à Accra, au Ghana.

### UNESCO
Cheikh Tidiane Sy entre ensuite à l'UNESCO à Paris. D’avril 1972 à février 1975, il y est chargé de programmes, à la division de l’enseignement supérieur. D’octobre 1974 à février 1975, il est codirecteur du groupe pour la Région Afrique du projet Bellagio sur l’enseignement supérieur et le développement. De février 1975 à juin 1975, il est chargé de programmes, à la division des personnels de l’éducation. De juin 1975 à janvier 1978, Il est chargé de programmes, dans les divisions des Politiques de l’Education et de la Planification (UNESCO/Banque mondiale).
De janvier 1978 à juillet 1978, Cheikh Tidiane Sy est consultant auprès de l’USAID à Washington pour le Programme de développement du Sahel.
De juillet 1978 à juin 1988, Cheikh Tidiane Sy revient au Sénégal où il est nommé directeur de l’École nationale d’économie appliquée (ENEA) à Dakar. En 1981, Abdou Diouf a succédé à la présidence de la République sénégalaise à Léopold Sédar Senghor. 
De juillet 1988 à janvier 1990, Cheikh Tidiane Sy quitte le Sénégal pour être conseiller personnel pour les Affaires étrangères du président de la République du Zaïre, le général Mobutu. 
De janvier 1990 à mai 1995 il est conseiller principal auprès d’ACG Afrique, Sénégal (politique et planification). De mai 1995 à novembre 1995 il est consultant principal auprès d’AMEX International, Washington DC (démocratie et gouvernance) et consultant principal auprès d’IMD Group, Alexandria, Virginie. (Evaluation de projets et formation professionnelle)

### ONU
Cheikh Tidiane Sy entre ensuite à l'Organisation des Nations unies. 
De mai 1995 à novembre 1995, il est Chargé des Affaires politiques et humanitaires, Secteur Nord-Est, à la Mission des Nations unies, en Bosnie-Herzégovine. De novembre 1995 à août 1996, il est directeur-adjoint des Affaires civiles et politiques, à la Mission des Nations unies en Bosnie Herzégovine (Sarajevo). 
De septembre 1996 à février 1997, il est conseiller politique principal du représentant spécial du secrétaire général des Nations unies au Burundi (Bujumbura). De janvier 1997 à mai 2000, il est représentant spécial du secrétaire général des Nations unies au Burundi et chef du bureau des Nations unies au Burundi. (Bujumbura). 
De juin 2000 à juin 2001, il est représentant spécial du secrétaire général des Nations unies et Chef du Bureau des Nations unies en République centrafricaine

### Sénégal
En 2000, Abdoulaye Wade, dont Cheikh Tidiane Sy est proche, succède à Abdou Diouf à la présidence de la République du Sénégal. D'octobre 2001 à novembre 2002, Cheikh Tidiane Sy est président du conseil d’administration de la Banque internationale pour le commerce et l’industrie du Sénégal (BICIS). De juin 2002 à août 2003, il est président du conseil régional de Saint-Louis, Sénégal. 
Du 27 août 2003 au 18 mai 2005, il est ministre d’État auprès du président de la République du Sénégal, Abdoulaye Wade. 
À partir du 18 mai 2005, il est ministre d’État, garde des Sceaux, ministre de la Justice dans les gouvernements Sall I et II et au sein du gouvernement Soumaré. D'avril 2008 à octobre 2009, dans ce même gouvernement et le gouvernement Ndiaye, il est Ministre d'État, ministre de l'Intérieur. Bécaye Diop lui succède à ce poste.
Cheikh Tidiane Sy a été nommé le 18 novembre 2009 président du conseil d'administration de la Société africaine de raffinage (SAR). À nouveau nommé Garde des sceaux, ministre d'État, ministre de la Justice depuis juin 2010, Cheikh Tidiane Sy a démissionné de son poste le 8 mai 2011 avant d'être renommé dans ses fonctions le 11 mai jusqu'à la défaite d'Abdoulaye Wade à l'élection présidentielle d'avril 2012.

## Publications
- « Rural modernization in Senegal » in Nation by design, Doubleday, New York, 1968
- « La confrérie sénégalaise des Mourides », Présence africaine, Paris, 1969
- « Ahmadou Bamba et l’islamisation des Wolofs », Bulletin de l’IFAN, tome XXXII, 1970
- « L’épopée extraordinaire d’Ahmadou Bamba », Second International Congress of Africanists, Présence africaine, 1972
- Enseignement supérieur et développement au Zaïre, Étude sectorielle de l’éducation au Zaïre, UNESCO, 1976
- The Malian model of higher education in the Netherlands Antilles, Unesco, juin 1976 (Co–editor)
- « Éducation, développement endogène et identité culturelle en Afrique », Seminar paper, Unesco 1976
- « Mouridisme et idéologie du travail » in Éthiopiques, Dakar, 1976
- Crise du développement rural et désengagement de l’État au Sénégal, Nouvelles éditions africaines, Dakar, 1988 (Editor)